# تشوج (قلعة قاضي)
تشوج (بالفارسية: چوج) هي قرية تقع في إيران في قسم قلعة قاضي الريفي. يقدر عدد سكانها بـ 188 نسمة بحسب إحصاء 2016.